# عزرا ميلارد
عزرا ميلارد (بالإنجليزية: Ezra Millard)‏ هو سياسي أمريكي، ولد في 2 فبراير 1833، وتوفي في 20 أغسطس 1886.